# Škoda MU-6
Škoda MU-6 – czechosłowacka prototypowa tankietka z okresu międzywojennego.

## Historia konstrukcji
W 1933 roku w zakładach Škoda w Pilźnie opracowano tankietkę oznaczoną jako MU-6, która choć słabo opancerzona, posiadała silne uzbrojenie, tak że mogła być traktowana jako lekki czołg. Pojazd ten bowiem został wyposażony w działo kal. 47 mm, zamontowane w obrotowej wieży. Projekt tego pojazdu był więc pojazdem pośrednim między tankietką a czołgiem lekkim.
Armia czechosłowacka nie zainteresowała się tym pojazdem, nawet gdy w 1934 roku zainstalowano w nim nowe działo Škoda Z1 kal. 40 mm o podwójnym zastosowaniu, gdyż mogło być ono stosowane jako działo przeciwpancerne, jak również jako przeciwlotnicze. Główną wadą bowiem tego pojazdu było bardzo słabe opancerzenie.
W związku z tym zaniechano dalszych prac nad tym pojazdem, a zbudowano jedynie jego prototyp.

## Użycie
Tankietka ta służyła jedynie do prób fabrycznych. 

## Opis pojazdu
Tankietka MU-6 było zbudowane na podwoziu gąsienicowym, na którym zamontowano obrotową wieżę, w której umieszczono armatę przeciwpancerną A2 kal. 47 mm, oraz karabin maszynowy kal. 7,92 mm, drugi karabin maszynowy był umieszczony w kadłubie tankietki. Napęd stanowił silnik benzynowy, 6-cylindrowy, chłodzony powietrzem o mocy 55 KM. Pancerz był słaby, o grubości od 4 do 5,5 mm. Projekt przewidywał także możliwość zamontowania trzeciego karabinu maszynowego w miejsce działa.
W 1934 roku w prototypie zamontowano armatę Z1 kal. 40 mm o podwójnym zastosowaniu (przeciwpancernym i przeciwlotniczym).